# Helotorus capitator
Helotorus capitator là một loài tò vò trong họ Ichneumonidae.